# Аллен, Юджин
Юджин Аллен (14 июля 1919 года — 31 марта 2010 года)  — американский дворецкий, служивший в Белом доме на протяжении 34 лет до своего увольнения в 1986 году.

Жизнь Аллена стала источником вдохновения для фильма «Дворецкий» (2013).

## Перед белым домом
Юджин Аллен родился на плантации в Вирджинии в 1919 году и вырос на ферме Ширленд недалеко от Скоттсвилла. Провел большую часть своей ранней жизни, работая официантом в различных заведениях на юге, предназначенных только для белых. Фактически, он работал официантом в загородном клубе в Вашингтоне, округ Колумбия, когда услышал о потенциальной должности в Белом доме. Работал на курорте The Homestead в Хот-Спрингс, штат Вирджиния, и клубе в Вашингтоне.
Сначала он не задумался об этом, вспомнив: «Я даже не искал работу, я был счастлив там, где работал». Однако после встречи с метрдотелем в 1952 году он устроился на работу на Пенсильвания-авеню, 1600 в качестве «кладовщика», работа которого включала в себя такие базовые задачи, как мытье посуды, складирование и полировка столового серебра. С годами он получил звание дворецкого президента.
Как дворецкий Аллен с гордостью вспоминал, что «пожал руку всем президентам, на которых я когда-либо работал». И за 34 года, которые он проработал в Белом доме, он пожал руки Трумэну, Эйзенхауэру, Кеннеди, Джонсону, Никсону, Форду, Картеру и Рейгану.

## Жизнь с президентами
Как дворецкий Белого дома, Юджин Аллен был причастен к личным моментам, выходящим далеко за рамки рукопожатий (как это показано в фильме 2013 года «Дворецкий», основанном на его жизни). Например, Аллен разделил день рождения с президентом Фордом, которому жена напомнила: «у Джина тоже день рождения!» перед тем как спеть мужу.
Между тем, Аллен отметил: «Джек Кеннеди был очень милым» и работал в тот день, когда президента застрелили в 1963 году. Аллен был особенно потрясен убийством президента Кеннеди. По словам его сына, «Мой отец пришел домой поздно в тот день, когда был застрелен президент Кеннеди. Но затем он встал и снова надел пальто. Он сказал: «Мне нужно вернуться на работу». Но в коридоре он упал на стену и начал плакать. Это был первый раз в жизни, когда я видел, как мой отец плачет». Хотя он получил приглашение на похороны, он предпочел вместо этого работать, заявив: "Кто-то должен был быть на похоронах. Белый дом будет служить всем после похорон". Жаклин Кеннеди лично подарила Аллену один из галстуков мужа, который он держал в рамке у себя дома.
Аллен не пропустил ни одного рабочего дня за 34 года.
Юджин, наконец, достиг самого престижного звания дворецкого, служащего в Белом доме, метрдотеля, в 1981 году во время президентства Рональда Рейгана. Рейган пригласил Аллена и его жену Хелен на государственный ужин в честь Гельмута Коля в Белый дом. Аллен был первым дворецким Белого дома, когда-либо приглашенным в качестве гостя на государственный ужин. Он вышел на пенсию в 1986 году, после того как поработал на Гарри С. Трумэна, Дуайта Д. Эйзенхауэра, Джона Ф. Кеннеди, Линдона Б. Джонсона, Ричарда Никсона , Джеральда Форда , Джимми Картера и Рональда Рейгана, в общей сложности восемь президентов.
Аллен был женат на Хелен в течение 65 лет. Они встретились на дне рождения в Вашингтоне в 1942 году и поженились год спустя, в 1943 году. У пары был один сын, Чарльз Аллен. Он и его жена намеревались голосовать за Барака Обаму в 2008 году, но она умерла за день до выборов, 3 ноября.

## Юджин Аллен: свидетель истории
Помимо интимных моментов, которые он разделял с разными президентами, Юджин Аллен стал свидетелем длинного списка важных моментов во время своего пребывания в Белом доме.
Хотя Аллену даже не разрешили бы сидеть рядом с его белыми работодателями в автобусе на изолированном Юге, его уникальное положение, работающее рядом с самыми влиятельными людьми в стране, дало ему возможность воочию увидеть важные решения, которые привели к развитию гражданского общества и равноправия в Соединённых Штатах. Он был свидетелем спора президента Эйзенхауэра с губернатором Арканзаса Орвалом Фобусом по поводу десегрегации школ Литл-Рока в 1957 году.
А когда во время президентства Линдона Джонсона у Белого дома собралась толпа, протестующая против войны во Вьетнаме, Аллен подал президенту молоко и скотч, чтобы успокоить его нервы. Он никогда не говорил с Джонсоном о самой войне, за исключением того случая, когда президент спросил, жив ли еще сын дворецкого (который служил во Вьетнаме).
Когда президент Рейган устроил государственный обед для канцлера Западной Германии Гельмута Коля, Аллен сначала встревожился, когда услышал, что не будет работать в эту ночь, только для того, чтобы быть проинформированным самой первой леди, что он и его жена Хелен, собираются присутствовать на ужине, в качестве личных гостей Рейганов. Аллен с удовольствием вспоминал: «Я считаю, что я единственный дворецкий, которого пригласили на государственный обед».
Еще одно важное приглашение Аллен получил спустя годы после того, как он ушел из Белого дома в 1986 году. В 2009 году бывший дворецкий с гордостью присутствовал на инаугурации Барака Обамы, и охранник морской пехоты сопровождал его к своему VIP-месту. Аллен описал сюрреалистический опыт, сказав: «В 1940-х и 1950-х годах в Америке было так много вещей, которые вы просто не могли сделать. Вам даже не снилось, что вы можете мечтать о таком моменте».
Год спустя Юджин Аллен умер в возрасте 90 лет от почечной недостаточности в больнице Washington Adventist Hospital в Такома-Парке, штат Мэриленд, 31 марта 2010 года. Через три года после его смерти имя Аллена снова появилось в заголовках газет благодаря фильму «Дворецкий» (2013).

## Общественная репутация
Аллен привлек внимание общественности, когда в 2008 году журналист Уилл Хейгуд опубликовал статью о нем и его жене под названием «Дворецкий, которому хорошо служили эти выборы» в The Washington Post вскоре после президентских выборов 2008 года. Она поместила жизнь Аллена в контекст меняющихся расовых отношений и личностей президентов, которым он служил. Она закончилась историей о том, как пара собиралась вместе голосовать за Обаму, но Хелен умерла как раз перед выборами.
Они говорили о молитвах, чтобы помочь Бараку Обаме попасть в Белый дом. Они вместе пойдут голосовать. Она будет опираться на трость одной рукой, а на него другой, пока пойдет в участок. А потом она приготовит ужин... В понедельник у Хелен был прием у врача. Джин проснулся и подтолкнул ее один раз, потом еще раз. Он переместился на ее сторону кровати. Он снова подтолкнул Хелен. Он был совсем один. «Я проснулся, а моя жена нет», — сказал он позже.
История произвела немедленный эффект. Columbia Pictures купила права на экранизацию истории жизни Аллена, и его пригласили на инаугурацию Обамы, где он прокомментировал: «Вот это человек... Ух ты, говорю вам, это стоит увидеть. Видеть его стоящим там — это того стоило».
Аллен и другие работники, служившие президентам, были представлены в 32-минутном документальном фильме «Работники Белого дома», снятом Марджори Хант и выпущенном на DVD в 2009 году « Работники Белого дома: традиции и воспоминания» компанией Smithsonian Folkways Recordings.
Жизнь Аллена послужила источником вдохновения для фильма 2013 года «Дворецкий». Сценарий Дэнни Стронга был вдохновлен статьей Washington Post 2008 года. Фильм отходит от фактов жизни Аллена. Центральный персонаж, «Сесил Гейнс», лишь отчасти основан на реальном Аллене.